# Florianópolis
Florianópolis je grad u Brazilu. Nalazi se u saveznoj državi Santa Catarina. Prema IBGE popisu stanovništva iz 2016. godine u gradu živi 477.798 stanovnika.

## Stanovništvo
Prema IBGE popisu stanovništva iz 2016. godine u gradu živi 477.798 stanovnika.
| 1991.   | 2000.   |
| ------- | ------- |
| 255.390 | 342.315 |

## Vanjske poveznice
- Službena stranica  Arhivirana inačica izvorne stranice od 21. rujna 2004. (Wayback Machine)